# 28-й дивізіон допоміжних суден (Україна)
28-й дивізіон допоміжних суден (28 ДнДС, в/ч А3053) — постійне військове формування допоміжних суден Військово-Морських Сил України з місцем базування на ВМБ "Південь". До 2018 року 28-й окремий дивізіон пошуково-рятувальних суден Західної військово-морської бази (28 ОДнПРС ЗВМБ). 

## Історія
До окупації Кримського півостора Росією, навесні 2014 року — 28-й окремий дивізіон аварійно-рятувальної суден (28 ОДнАРС, в/ч А4414) з місцем дислокації Севастопольська військово-морська база (в/ч А4408, м. Севастополь, бухта Стрілецька). 

## Структура

### На 2014
- Рятувальне буксирне судно «Кременець» (б/н U705)
- Рятувальний буксир «Ізяслав» (б/н U706)
- Пожежний дезактиваційних катер «Борщів» (б/н U722)
- Рейдовий водолазний катер «Ромни» (б/н U732)
- Рейдовий водолазний катер «Токмак» (б/н U733)
- Санітарний катер «Сокаль» (б/н U782)
- Кілекторне судно «Шостка» (б/н U852)
- Плавучий склад «Золотоноша» (б/н U855)
- Рейдовий буксир «Дубно» (б/н U953)

### На 2021
- Мінний загороджувач проекту 130 «Балта» (б/н М361, в/ч А3053М)[1]
- Водолазне судно проекту 535М «Почаїв» (б/н А701, в/ч А3053П)
- Пошуково-рятувальне судно «Олександр Охріменко» (б/н А715, в/ч А3053Х)
- Рейдовий водолазний катер «РВК-258» (А724, в/ч А3053А)
- Рейдовий водолазний катер проекту РВ-1415 «Ромни» (б/н А732, А3053Р)
- Санітарний катер проекту СК620 «Сокаль» (б/н А782, в/ч А3053Х)

## Втрати
- 20 січня 2025 - Іван Якубовський ("Якуб"), 15.03.1985 року, м.Хмельницький. Служив у складі стрілецького батальйону з охорони та оборони об'єктів. Загинув під час виконання бойового завдання в районі н.п. Нью-Йорк Донецької області внаслідок обстрілу ствольною артилерією[2].

## Командування
- капітан 2 рангу Афанасенко Євген Миколайович (201? — 2014)[3]
- капітан 3 рангу Лежнюк Віталій Валерійович (2016 — 2017)[4][5]